# ヴォルフガング・ブリュックナー
ヴォルフガング・ブリュックナー（Wolfgang Brückner、1930年5月14日 - ）は、ドイツの民俗学者、ゲルマニスト、ヴュルツブルク大学教授。

## 来歴・人物
ドイツのヘッセン州フルダ生れ、フランクフルト・アム・マイン大学で、ゲルマニスティク、フォルクスクンデ（民俗学）、美術史を学び、特にマティルデ・ハインについて民俗学へ進み、1955年にハインの下で学位を得た。1964年に教授資格を得て1968年にフランクフルト大学の民俗学の教授となった。1973年にヴュルツブルク大学教授となり、民俗学科を主宰して1998年に定年退官となった。
　フランクフルト大学教授の頃、ドイツ民俗学会のワークショップ「ファルケンシュタイン討論」（1970年）を呼びかけて、ヘルマン・バウジンガーの改革運動の推進者の一人となったが、やがてナチズム問題や東ドイツの民俗学との関わり方などをめぐってドイツ民俗学会主流から離れて、独自の活動をとるようになった。宗教民俗学に厚い知見を持ち、カトリック教会系の学術支援組織ゲレス協会の委託を受けて『民俗学年報』を主宰する。専門領域の幅は広く、膨大な著述があり、また論争家としても知られる。

## 著作（日本語訳）
- 『 青騎士』における民藝の発見 － 内面の響きをもとめて （原著 1995年））河野眞訳・解説　愛知大学語学教育研究室『言語と文化』第34号（2016年）, p.175-214.